# Innocent Egbunike
Innocent Ejima Egbunike (30 novembre 1961) è un ex velocista nigeriano, specializzato nei 400 metri piani, gara di cui è stato vicecampione mondiale.

## Biografia
A livello di manifestazioni d'area, vanta tre titoli ai Campionati africani di atletica leggera, due nei 200 metri piani ed uno nei 400 m, e un oro ai Giochi panafricani del 1987, e ancora un bronzo in Coppa del mondo di atletica leggera 1989 e due ori alle Universiadi (1983 nei 200 metri e 1985 nei 400 metri).

## Palmarès
| Anno | Manifestazione  | Sede        | Evento                | Risultato | Prestazione | Note |
| ---- | --------------- | ----------- | --------------------- | --------- | ----------- | ---- |
| 1983 | Universiadi     | Edmonton    | 200 metri piani       | Oro       | 20"42       |      |
| 1984 | Giochi olimpici | Los Angeles | Staffetta 4x400 metri | Bronzo    | 2'59"32     |      |
| 1985 | Universiadi     | Kōbe        | 400 metri piani       | Oro       | 45"10       |      |
| 1987 | Mondiali        | Roma        | 400 metri piani       | Argento   | 44"56       |      |